# Nụ hôn may mắn
Nụ hôn may mắn (tựa gốc tiếng Anh: Just My Luck) là phim điện ảnh hài lãng mạn của Mỹ năm 2006 do Donald Petrie đạo diễn với kịch bản do I. Marlene King và Amy B. Harris chắp bút. Phim có sự tham gia của Lindsay Lohan và Chris Pine trong các vai chính. Lohan thủ vai Ashley, một cô gái may mắn ở Manhattan, thành phố New York. Cô đánh mất vận may của mình sau khi hôn Jake (Pine thủ vai).

## Nội dung
Tại Manhattan, Thành phố New York, cô nàng Ashley Albright có một cuộc sống đầy may mắn, đang làm việc ở Công ty Braden & Co. Public Relations. Trong khi đó, anh chàng Jake Hardin có một cuộc sống cực kỳ xui xẻo, đôi khi gây phiền phức cho những người ở gần anh. Anh là quản lý của ban nhạc người Anh McFly, nhiều tuần qua anh cố gắng đưa đĩa CD cho ông chủ hãng thu âm Damon Phillips để giới thiệu ban nhạc nhưng đều thất bại.
Công ty của Ashley tổ chức một vũ hội hóa trang, Jake đã cải trang thành vũ công để vào trong vũ hội tìm Phillips. Jake mời Ashley nhảy rồi cả hai hôn nhau, vô tình đổi thời vận cho nhau. Từ lúc này Jake gặp may mắn, còn Ashley gặp xui xẻo. Jake đã cứu mạng Phillips khi có một chiếc taxi đang lao đến. Để trả ơn Jake, Phillips đồng ý nhận đĩa CD của McFly và nhận ban nhạc này vào hãng thu âm của ông. Ashley bị cảnh sát bắt tạm giam một đêm mà còn bị sếp sa thải.
Ngày hôm sau, nhà của Ashley bị ngập lụt nên cô phải ở tạm nhà của hai người bạn thân. Cô nói chuyện với bà thầy bói thì hiểu rằng anh chàng được cô hôn trong vũ hội đã lấy đi vận may của cô. Ashley đi tìm những vũ công nam từng có mặt trong vũ hội, hôn từng người để kiểm tra nhưng không có kết quả. Jake và Ashley gặp nhau trong một quán ăn. Không nhận ra Ashley, Jake đề nghị giúp cô có một công việc. Sau đó Ashley làm nhân viên trong sân chơi bowling, trở thành một người bạn của Jake.
Trong lúc ban nhạc McFly đang thu âm, Ashley nghe được Jake nói rằng anh bắt đầu gặp may mắn từ khi rời khỏi vũ hội hóa trang. Nhận ra Jake chính là người vũ công đeo mặt nạ, Ashley hôn anh và rời đi, lấy lại vận may của cô. Sếp cũ của Ashley đề nghị cô trở lại công ty làm việc. Tuy nhiên, tối hôm đó, Ashley quyết định không đi gặp sếp mà đến sân khấu ca nhạc, nơi Jake và ban nhạc McFly đang gặp xui xẻo đến nỗi sắp hủy buổi biểu diễn. Ashley hôn Jake, trao vận may cho anh và giúp buổi biểu diễn thành công rực rỡ. Ashley nhận ra mình rất yêu Jake nên không muốn anh bị xui xẻo lần nữa. Cô quyết định về nhà bố mẹ một thời gian.
Jake tìm thấy Ashley ở Nhà ga Grand Central, nhận ra cô chính là cô gái trong vũ hội. Cả hai hôn nhau liên tục, vận may được chuyển qua lại nhiều lần. Cuối cùng họ hôn lên má cô bé Katy, cho cô bé toàn bộ vận may. Sau đó Jake và Ashley nắm tay nhau bước ra khỏi nhà ga, nói về việc từ nay họ sẽ sống mà không cần vận may. Ở bên ngoài, một nhóm công nhân xây dựng vô tình làm vỡ ống nước và nước tưới xuống cặp đôi. Bộ phim kết thúc.